# Lind Glacier
Lind Glacier är en glaciär i Västantarktis, som ligger 205 meter över havet. Argentina, Chile och Storbritannien gör anspråk på området. 
Terrängen runt Lind Glacier är huvudsakligen kuperad, men åt nordväst är den platt. Havet är nära Lind Glacier åt nordväst.